# Neovascularització coroidal
La neovascularització coroidal (NVC) és la creació de nous vasos sanguinis a la capa coroidal de l'ull humà. La neovascularització coroidal és una causa comuna de maculopatia degenerativa neovascular (és a dir, degeneració macular "humida") que sol exacerbar-se per miopia extrema, degeneració miòpica maligna o desenvolupaments relacionats amb l'edat.

## Símptomes
Les NVC poden crear un deteriorament sobtat de la visió central, perceptible al cap d'unes setmanes. Altres símptomes que poden aparèixer inclouen alteracions del color i metamorfòpsia (distorsions en què les línies rectes apareixen ondulades). L'hemorràgia dels nous vasos sanguinis pot accelerar l'aparició dels símptomes de la NVC. Les NVC també poden incloure la sensació de pressió darrere l'ull.
Utilitzant dispositius moderns de tomografia de coherència òptica, és possible detectar membranes neovasculars no exsudatives, que normalment són asimptomàtiques.